# Waldschänke (Hohenwarthe)

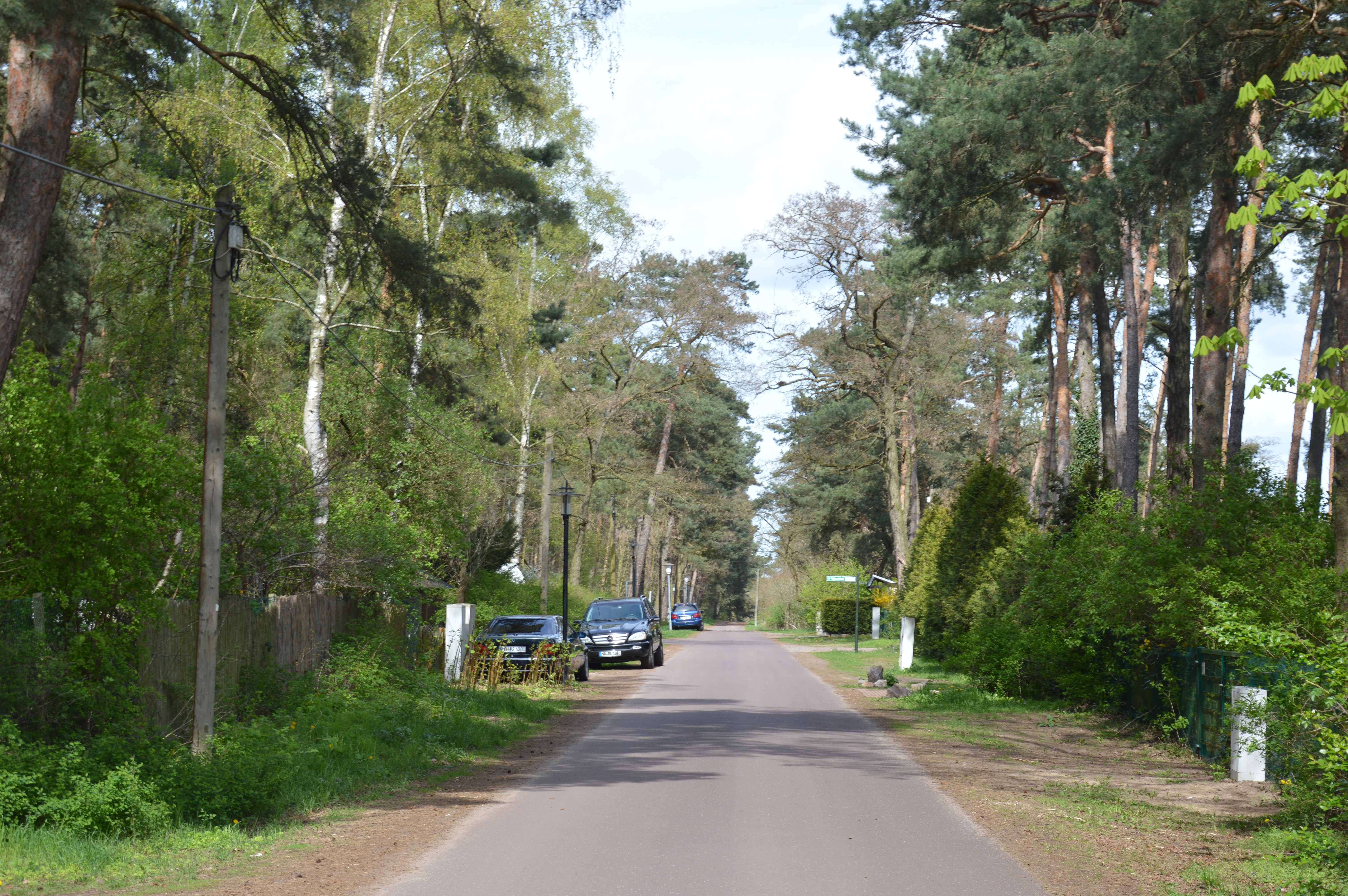
Mörtelweg im Ortsteil Waldschänke

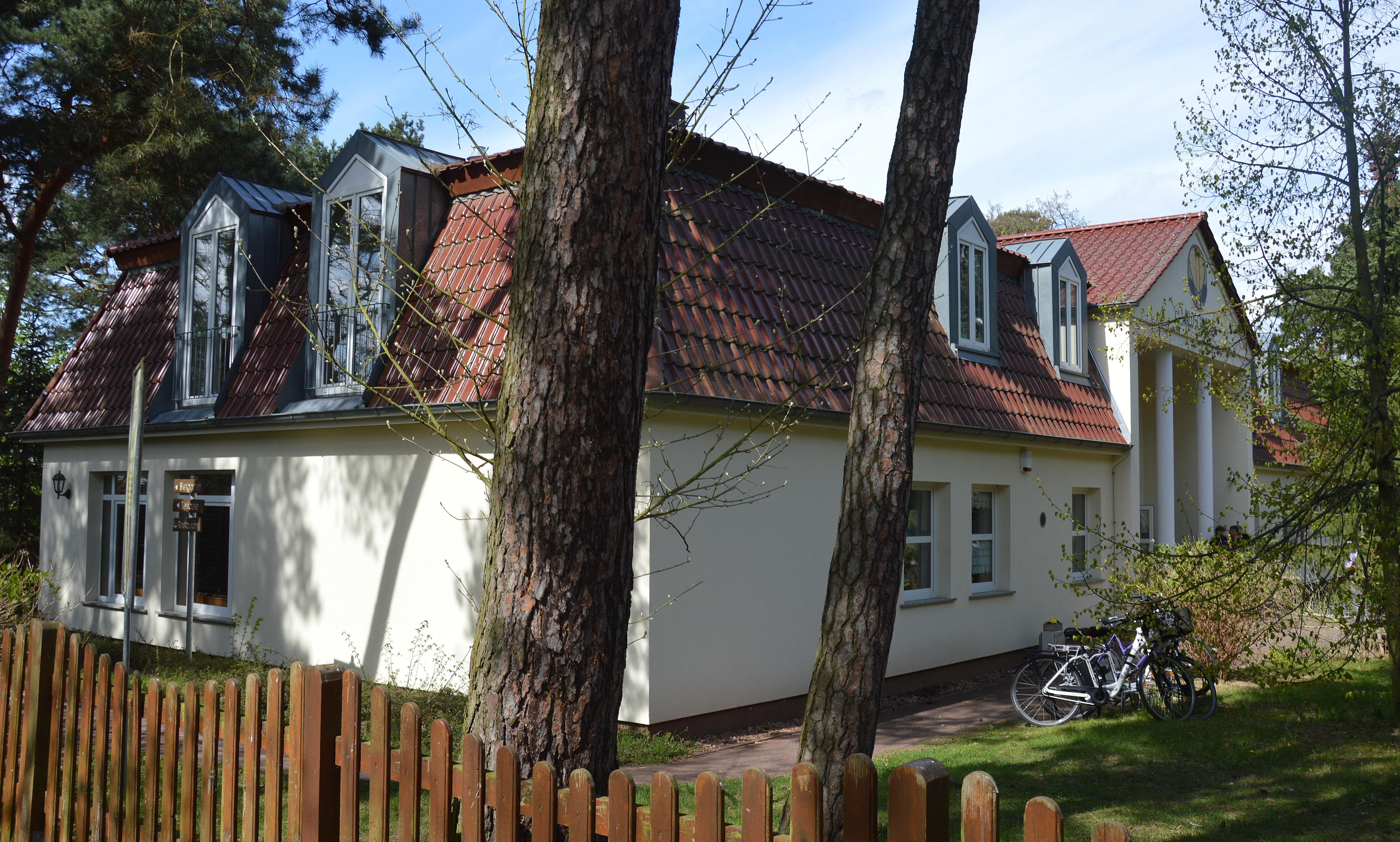
Gaststätte Waldschänke, 2017

Waldschänke ist ein Ortsteil der Ortschaft Hohenwarthe der Gemeinde Möser in Sachsen-Anhalt.

## Lage
Er befindet sich nördlich der Ortslage von Hohenwarte, am östlichen Ufer der Elbe. Unmittelbar südlich des Ortsteils Waldschänke verläuft der Elbe-Havel-Kanal, südwestlich befindet sich die die Elbe überspannende Kanalbrücke Magdeburg. Am Ufer der Elbe zieht sich der Elberadweg entlang. Der Ortsteil wird von kleineren Wohn- bzw. Wochenendhäusern in lockerer Bebauung geprägt. Im westlichen Teil, am Hochufer zur Elbe hin, befindet sich die Gaststätte Waldschänke.

## Geschichte
In der Zeit um das Jahr 1900 wurde im Bereich des heutigen Ortsteils durch Franz König die Schiffswerft Hohenwarthe errichtet. Auf der Werft waren bis zu einhundert Menschen beschäftigt. Auf Initiative der Ehefrau Königs wurde ein Gebäude zur Versorgung und Unterbringung von Werftarbeitern gebaut, aus der die hoch über der Elbe gelegene Gaststätte Waldschänke hervorging, die auch nach Einstellung des Werftbetriebs erhalten blieb und auf die der Name des Ortsteils zurückgeht.
Südlich bzw. südwestlich der Waldschänke wurde ab 1934 die Kanalbrücke über die Elbe errichtet. Bedingt durch den Zweiten Weltkrieg wurden die Arbeiten jedoch 1942 eingestellt. Zurück blieben einige monumental wirkende Elemente der geplanten Anlage. 1998 wurden die Arbeiten wieder aufgenommen und die alten Baureste abgerissen. Die Fertigstellung der Brücke erfolgte 2003.
Das ursprüngliche Gebäude der Waldschänke wurde durch einen 2001 errichteten Neubau ersetzt. Die Grundsteinlegung für den Neubau erfolgte am 31. Juli 2001.